# X1 (U-Boot, 1925)
Die X1 war ein dieselelektrisch angetriebener U-Kreuzer der Royal Navy, der in den 1920er Jahren beziehungsweise in der Zwischenkriegszeit in Dienst gestellt wurde. Das große U-Boot, ein Einzelschiff, wurde im November 1921 auf der marineeigenen Werft in Chatham (Her Majesty’s Dockyard Chatham) auf Kiel gelegt und lief am 16. Juni 1923 von Stapel. Der U-Kreuzer wurde schließlich nach einer relativ langen Bauzeit von fast vier Jahren am 23. September 1925 in Dienst gestellt (die Übernahme durch die britische Marine fand allerdings erst zum Jahresende 1925 statt). Zum Zeitpunkt des Stapellaufes handelte es sich um das größte und längste U-Boot der Seekriegsgeschichte. Erster Kommandant des U-Kreuzers war Commander Robert H. T. Raikes.  

## Technische Aspekte
Das U-Boot war maximal 110,79 Meter lang und 9,09 Meter breit. Im aufgetauchten Zustand lag der Tiefgang bei 4,80 Meter. Die X1 verfügte über einen Treibstoffvorrat von 452 Tonnen Öl. Hiermit erreichte das U-Boot in Überwasserlage eine Seeausdauer von 12.400 Seemeilen (bei 12 Knoten Höchstfahrt). Die Höchstgeschwindigkeit in voll ausgerüstetem und aufgetauchtem Zustand, hierbei kamen zwei 8-Zylinder-Dieselmaschinen vom Admiralty-Typ mit jeweils 3000 PS sowie zwei je 1000 PS starke 6-Zylinder-MAN-Hilfsdieselmaschinen (es handelte sich hierbei um Maschinen des ehemaligen deutschen U-Bootes U 126, das nach Kriegsende 1918 an Großbritannien übergeben worden war) zum Einsatz, lag bei 18,5 Knoten (etwa 34 km/h) und blieb damit leicht hinter den Erwartungen (19,5 Knoten) zurück. Der Hintergrund hierbei war auch, dass zwar rein rechnerisch 8000 PS in Überwasserlage zur Verfügung standen, infolge komplizierter Kupplungsvorgänge jedoch nur maximal eine Leistung von ca. 7890 PS auf die beiden Antriebswellen übertragen werden konnte (dieser Wert wurde bei Testfahrten am 4. März 1926 erzielt). Insgesamt erwies sich die Maschinenanlage als sehr störungsanfällig, so musste auch besagter Test vom 4. März 1926 abgebrochen werden infolge einer beschädigten Treibstoffleitung. In getauchtem Zustand wurde der Antrieb von zwei jeweils 1200 PS starken Elektromaschinen von General Electric übernommen, wobei die Höchstfahrt in Unterwasserlage bei etwa 8 Knoten lag. Nur mit den Elektromotoren und in getauchtem Zustand lag die rechnerische Reichweite bei 50 Seemeilen (bei 4 Knoten Höchstfahrt). 
Die reguläre Testtauchtiefe betrug rund 60 Meter, diese Tauchtiefe wurde bei Tests am 17. April 1926 erstmals erreicht. Die rechnerische Maximaltauchtiefe lag bei rund 150 Metern (500 Fuß), allerdings wurde diese Tiefe nie erreicht, da infolge von Dichtigkeitsproblemen bei den Drehkränzen der Geschütztürme, die dem steigenden Wasserdruck nur begrenzt hatten widerstehen können, die Tauchtiefe aus Sicherheitsgründen auf maximal 110 Meter begrenzt wurde. Trotz dieser Probleme zeigte der U-Kreuzer in getauchtem Zustand gute Manövriereigenschaften, die die von manch anderen und kleineren U-Booten zu jener Zeit übertrafen. Weiterhin wurde das Verhalten des U-Kreuzers beim Abtauchen als gut zu kontrollieren angesehen, die X1 war auch bis heute das einzige britische U-Boot, das zu beiden Rumpfseiten am Bug je zwei Tiefenruder übereinander besaß.
Das U-Boot verfügte über sechs 53,3-cm-Torpedorohre, welche sämtliche im Bug eingebaut waren, und führte insgesamt zwölf Torpedos mit sich. Darüber hinaus besaß die X1 vier 13,2-cm-Geschütze (L/42 Mark I) in zwei Zwillingstürmen – es handelte sich um die einzigen je von Großbritannien gebauten Geschütze dieses Kalibers –, wobei sich jeweils ein Turm vor und achtern des Brückenaufbaus befand. Diese Geschütze, der Munitionsvorrat lag bei 400 Schuss, konnten eine 31,8 Kilogramm schwere Granate über eine Distanz von maximal 15.000 Metern verfeuern. Die Feuergeschwindigkeit lag bei rund sechs Schuss pro Minute. Insgesamt 58 Mann, und damit mehr als die Hälfte der Besatzung von X1 (insgesamt 111 Mann), waren alleine für die Bedienung der Artilleriebewaffnung zuständig.

## Dienstzeit
Nach der Indienstnahme und den Testfahrten (die aber teils auch wiederum Werftaufenthalte infolge von Maschinenschäden notwendig machten), wurde die X1 im Frühjahr 1926 nach Gibraltar detachiert. Zwischen 1927 und 1930 war der U-Kreuzer der britischen Mittelmeerflotte zugeteilt. In dieser Zeit kam es allerdings beständig zu Maschinenstörungen, so ereignete sich im Frühjahr 1927 während eines Tauchmanövers eine Batterieexplosion an Bord. Im Januar 1928 folgte ein schwerer Schaden an den Zylinderköpfen der Steuerbord-Dieselmaschine, der einen längeren Werftaufenthalt notwendig machte. Nach der Reparatur desselbigen Schadens erlitt der U-Kreuzer im April 1928 einen ähnlichen Schaden an der Backbord-Dieselmaschine, was erneut eine Werftliegezeit nach sich zog. Im März 1929 kam es zu Kugellagerschäden an den Antriebswellen.
Weitere Schwierigkeiten, darunter auch der zunehmende Verschleiß der in die Jahre gekommenen ehemaligen deutschen Hilfsdieselmaschinen, bewirkten letztlich, dass eine Reduzierung der Höchstfahrt in aufgetauchtem Zustand auf 16,5 Knoten angeordnet wurde. Die ständigen Probleme mit der Maschinenanlage führten auch dazu, dass manche Fachkreise in leicht spöttischem Unterton anmerken, dass es die Hauptaufgabe von X1 während der Stationierung im Mittelmeer gewesen sei, die Werftbetriebe auf Malta und in Gibraltar zu beschäftigen. Es waren vor allem diese Maschinenprobleme, die auch entsprechend hohe Unterhalts- und Reparaturkosten generierten, die dann letztlich die vergleichsweise frühe Versetzung des U-Kreuzers Ende 1931 in den Reservestatus bewirkten. Weitere Kritikpunkte waren ferner eine schlechte Lüftbarkeit des U-Kreuzers sowie beengte Unterkunftsverhältnisse für die Besatzung.
Das 1931 zur Reserveflotte verlegte U-Boot wurde danach nicht wieder in Dienst genommen. Im Dezember 1933 wurde die X1 aufgelegt und drei Jahre später endgültig zum Abbruch freigegeben. Die Abwrackung erfolgte ab Dezember 1936 in Pembroke.